# Liebfrauenkirche (Woltorf)

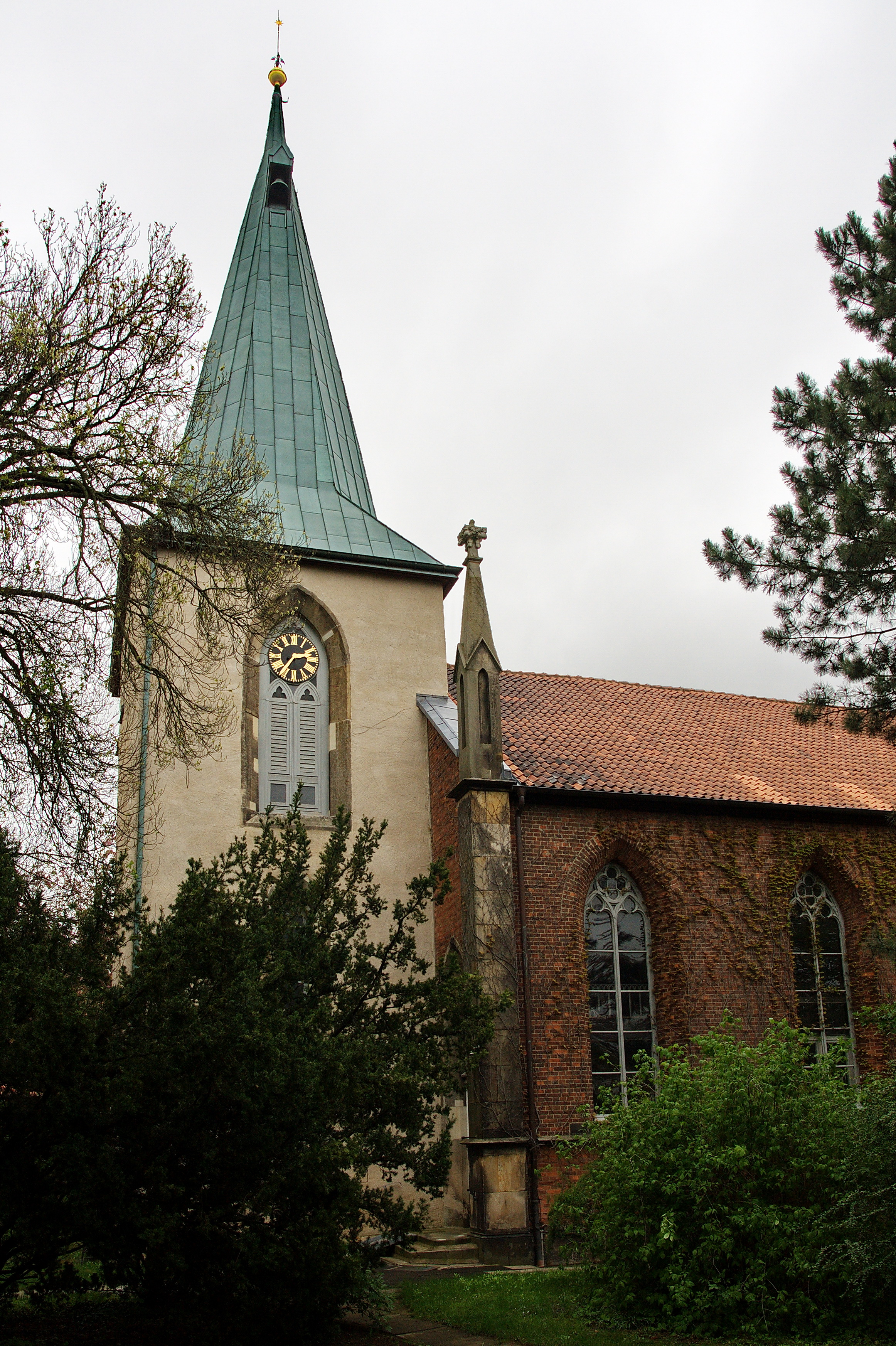
Liebfrauenkirche

Die evangelisch-lutherische, denkmalgeschützte Liebfrauenkirche steht in Woltorf, einem Stadtteil der Stadt Peine im Landkreis Peine in Niedersachsen. Die Kirche gehört zur Emmauskirchengemeinde im Kirchenkreis Peine im Sprengel Hildesheim-Göttingen der Evangelisch-lutherischen Landeskirche Hannovers.

## Beschreibung
Der quadratische, verputzte Kirchturm aus Bruchsteinen im Westen stammt vom Vorgängerbau, der im 3. Viertel des 13. Jahrhunderts gebaut wurde. Das neugotische Langhaus aus Backsteinen mit gerade abgeschlossenem Chor und Betonung der Gebäudeecken mit Fialen entstand 1852–54 nach Plänen von Ludwig Hellner. Das mit einem flachen Satteldach bedeckte Langhaus hat an den Längsseiten hohe Maßwerkfenster, in der Ostwand befindet sich unterhalb einer Fensterrose eine Blendarkade. In der Westwand beiderseits des Turms sind die Portale. Das oberste Geschoss des Turms hat nach Westen, Norden und Osten jeweils Biforien als Klangarkaden, hinter denen sich der Glockenstuhl befindet, in dem drei Kirchenglocken hängen. Die älteste wurde 1326 gegossen, eine jüngere 1507, die jüngste 1707 von Christian Ludewig Meyer. Während des Zweiten Weltkriegs mussten alle drei Glocken zu Kriegszwecken abgegeben werden, sie kehrten jedoch nach 1945 zurück, da sie nicht eingeschmolzen worden waren. Nach Süden weist das Ziffernblatt der Turmuhr. Der 1807/08 erneuerte Helm des Turms besteht aus einem flachen, quadratischen Ansatz, der sich in einer achteckig ausgezogenen Spitze mit einem Kragträger für die Mitte des 17. Jahrhunderts gegossene Schlagglocke fortsetzt.
Der Innenraum des Langhauses ist längs in drei Bereiche geteilt. Der mittlere Bereich ist mit einem spitzbogigen Tonnengewölbe überspannt, über den seitlichen Emporen sind Flachdecken. In die Brüstung der Ostempore ist die Kanzel über der Altarmensa eingefügt. Auf der Westempore steht die Orgel mit 25 Registern, verteilt auf zwei Manuale und ein Pedal, die 1854 von Titus Albert Lindrum gebaut und 1963 von Schmidt & Thiemann umgebaut wurde.